# Nasief Morris
Nasief Morris (Città del Capo, 16 aprile 1981) è un ex calciatore sudafricano, di ruolo difensore.